# Ґанаха Кадзукі
Ґанаха Кадзукі (яп. 我那覇 和樹, нар. 26 вересня 1980, Окінава —) — японський футболіст, що грав на позиції нападника.

## Клубна кар'єра
Грав за команду Кавасакі Фронтале, Віссел Кобе, FC Ryukyu, Kamatamare Sanuki.

## Виступи за збірну
Дебютував 2006 року в офіційних матчах у складі національної збірної Японії. У формі головної команди країни зіграв 6 матчів.

## Статистика
Статистика виступів у національній збірній.
| Збірна Японії | Збірна Японії | Збірна Японії |
| Роки          | Ігри          | голи          |
| ------------- | ------------- | ------------- |
| 2006          | 6             | 3             |
| Усього        | 6             | 3             |